# Каниаписко (язовир)
Язовир „Каниаписко“ (на английски: Caniapiscau Reservoir) е 14-ото по големина езеро в провинция Квебек.
Площта му, заедно с островите в него е 470 км2, която му отрежда 102-ро място сред езерата на Канада. Площта само на водното огледало без островите е 410 км2. Надморската височина на водата е 564 м.
В периода 1976-1981 г. се извършва строителство на 43 преградни стени покрай западните и северозападните брегове на езерото, в резултат на което е повишено нивото на езерото Каниаписко и заедно с него се от 1981 до 1984 г. се завиряват още четири големи (Делорм, Брисей, Търнън и Вермуил) езера и стотици по-малки езера, като общата площ на водохранилището става 4318 км2. По този начин новосъздаденото изкуствено езеро става най-голямото в провинция Квебек и второто по големина в Канада след язовира Смолууд. Новоизграденият язовир е с обем от 53,8 км3, 135 км дължина и 120 км ширина. Максимална дълбочина 49 м, дължина на бреговата линия 4850 км, съчетана с множество ръкави, заливи, острови и полуострови. Водосборният басейн на язовир Каниаписко е 36 800 км2.
Преди изграждането на язовирните стени през езерото е протичала река Каниаписко, десен приток на река Коксоак, вливаща в залива Унгава, като сега с повишаване на нивото на езерото освен нея от язовира в западна посока към езерото Биенвил и от там в река Гранд Бален изтича и река Лафарж.
Бреговете на бившето езеро Каниаписко и другите близки до него езера за първи път са детайлно заснети, проучени и картирани през 1893 г. от канадския топограф Албърт Питър Лоу.